# ビカム
ビカム株式会社は、かつて存在したデータフィード技術の提供、ショッピング検索サイトの運営、広告運用サービスを提供する日本の企業。

## 概要
2005年9月、トランスコスモスと米Become.comとの合弁企業として設立された。
ショッピング検索サイト「Become.co.jp」を運営し、ファッション、スポーツ・アウトドア用品、インテリアなどを中心に1500万点以上の商品、3万店以上のショップ情報を掲載。主にEC事業者のマーケティング支援を行っており、2012年からデータフィードマネジメントサービス「BFC（Become Feed Creator）」を開始。また同年にCriteo等の広告運用サービスを開始した。
2016年6月、メタップスが株式を取得し、子会社化すると発表。2019年1月にメタップスインタラクティブ、アズアンドコーと合併し、株式会社メタップスワンとなった。

## 沿革
- 2005年（平成17年）9月 - 東京都渋谷区渋谷にトランスコスモスと米Become,Inc.との合弁企業として設立。代表取締役には弘井澄子が就任。
- 2006年（平成18年）
  - 7月 - 代表取締役に上野正博が就任。
  - 8月 - 東京都目黒区青葉台に移転。
- 2007年（平成19年）2月 - ショッピング検索サイト「Become.co.jp」がサービス開始。
- 2009年（平成21年）9月 - 米Become,Inc.が全株式を取得。
- 2011年（平成23年）4月 - 代表取締役に小野良一が就任。
- 2012年（平成24年）
  - 1月 - リターゲティング広告「Criteo」の広告運用サービス開始。
  - 4月 - データフィードマネジメントサービス「Become Feed Creator（BFC）」の提供を開始。
- 2016年（平成28年）
  - 6月 - 株式会社メタップスが全株式を取得。
  - 10月 - 代表取締役に高木誠司が就任。
- 2017年（平成29年）
  - 3月 - BFCをバージョンアップしたデータフィード最適化プラットフォーム「Become Feed Platform（BFP）」の提供を開始。
  - 7月 - ビカム、エンジン株式会社と資本業務提携。
  - 12月 - 東京都港区三田に移転。
- 2019年（平成31年）1月 - 株式会社メタップスインタラクティブ、アズアンドコー株式会社と合併し、株式会社メタップスワンに社名変更。
- 2021年（令和3年）7月 - 東京都渋谷区渋谷二丁目の渋谷スクランブルスクエアに移転。